# Юда и черният Месия
„Юда и черният Месия“ е американска биографична драма от 2021 година на режисьора Шака Кинг, който е продуцент и съавтор с Уил Бърсън и във филма участват Даниел Калуя, Лакит Стенфийлд, Джеси Племънс, Доминик Фишбак, Аштън Сандърс, Даръл Брит-Гибсън, Лил Рел Хауъри, Алджи Смит, Доминик Торн и Мартин Шийн.